# Тис (приток Енисея)
Тис — река, протекает по территории Северо-Енисейского и Енисейского районов Красноярского края. Длина реки составляет 137 км, площадь водосборного бассейна — 2700 км². Река является правобережным притоком Енисея, впадая в него на 1873 км от устья.

## Притоки
От устья к истоку:
- 20 км: река Тайменька
- 25 км: река Северная
- 35 км: река Филиновка
- 45 км: река Гусянка
- 49 км: ручей Гороховский
- 60 км: река без названия
- 72 км: река Летняя
- 76 км: река Троеуска
- 92 км: ручей Тяглый
- 100 км: река Волоковая
- 104 км: река Оленка
- 121 км: река без названия

## Данные водного реестра
По данным государственного водного реестра России относится к Енисейскому бассейновому округу, речной бассейн реки — Енисей, речной подбассейн реки — Бассейн притоков Енисея между участками впадения Ангары и Подкаменной Тунгуски. Водохозяйственный участок реки — Енисей от впадения реки Ангара до водомерного поста у села Ярцево.
По данным геоинформационной системы водохозяйственного районирования территории РФ, подготовленной Федеральным агентством водных ресурсов.
- Код водного объекта в государственном водном реестре — 17010400112116100028398
- Код по гидрологической изученности (ГИ) — 116102839
- Код бассейна — 17.01.04.001
- Номер тома по ГИ — 16
- Выпуск по ГИ — 1